# فقط یک خدا می‌تواند ما را نجات دهد
فقط یک خدا می‌تواند ما را نجات دهد ( آلمانی: Nur noch ein Gott kann uns retten) به مصاحبه‌ای اشاره دارد که مارتین هایدگر با رودلف آوگشتاین و گئورگ ولف برای مجله اشپیگل در ۲۳ سپتامبر ۱۹۶۶ انجام داده است. هایدگر پذیرفت که درباره گذشته سیاسی خود صحبت کند اما درخواست کرد که انتشار آن تا پس از مرگش به تعویق بیفتد. مصاحبه فراتر از سؤالات شخصی بود تا به ارتباط کلی بین فلسفه، سیاست و فرهنگ بپردازد. پنج روز پس از مرگ هایدگر، این مصاحبه در قالب کتابی در ۳۱ مه ۱۹۷۶ منتشر شد. ترجمه انگلیسی آن توسط ویلیام جی ریچاردسون تهیه شده است.
عنوان کتاب برگرفته از قسمتی از مصاحبه است که در آن هایدگر از ناتوانی فلسفه در برابر بحران کنونی تمدن می‌گوید: «تنها یک خدا می‌تواند ما را نجات دهد. تنها امکانی که در دسترس ماست این است که با تفکر و شاعرانگی آماده شویم. آمادگی برای ظهور خدا یا عدم وجود خدا در زوال [ما]، تا به آن‌جا که از نظر خدای غایب در حال زوال هستیم».